# Schloss Stolzenfels

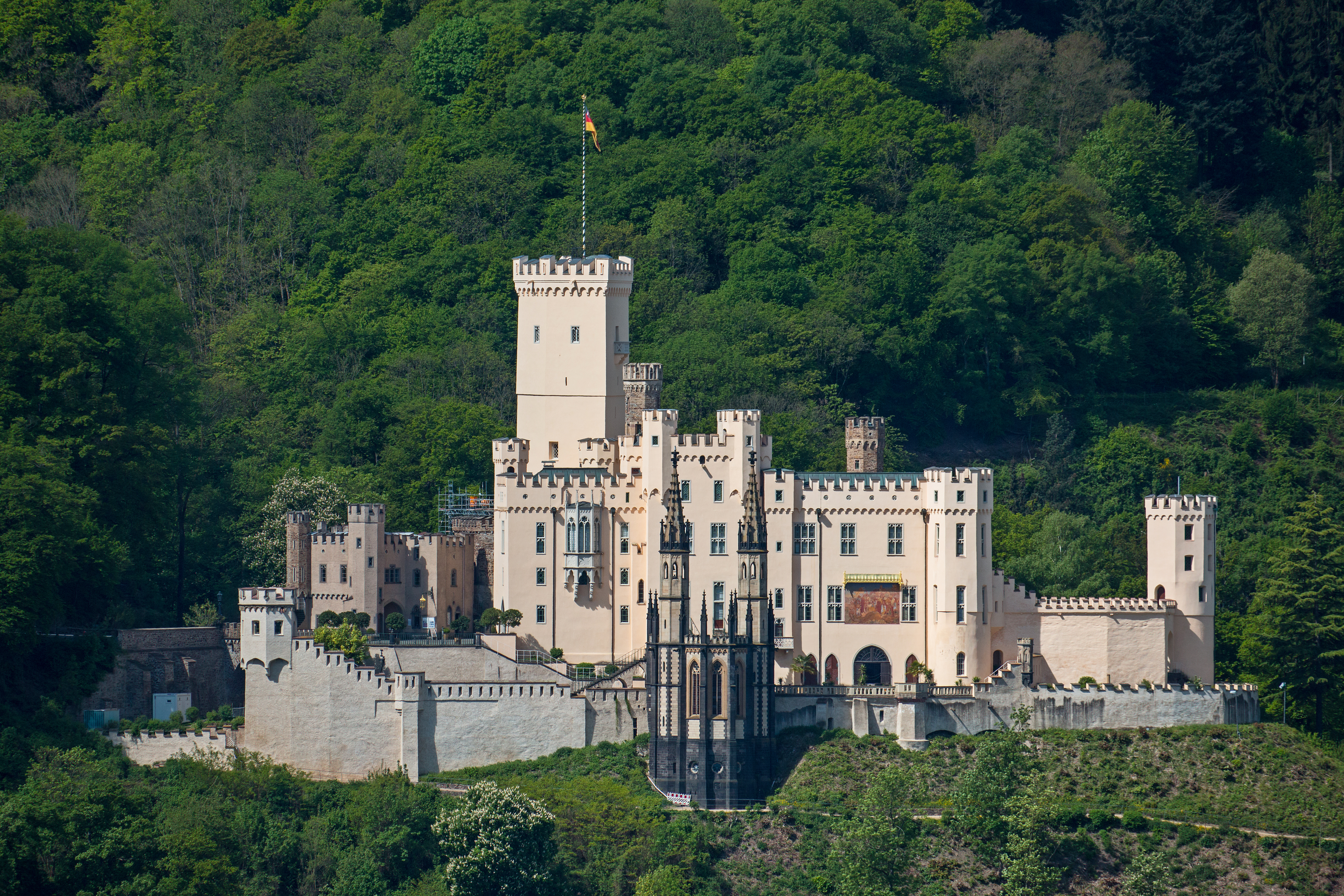
Schloss Stolzenfels

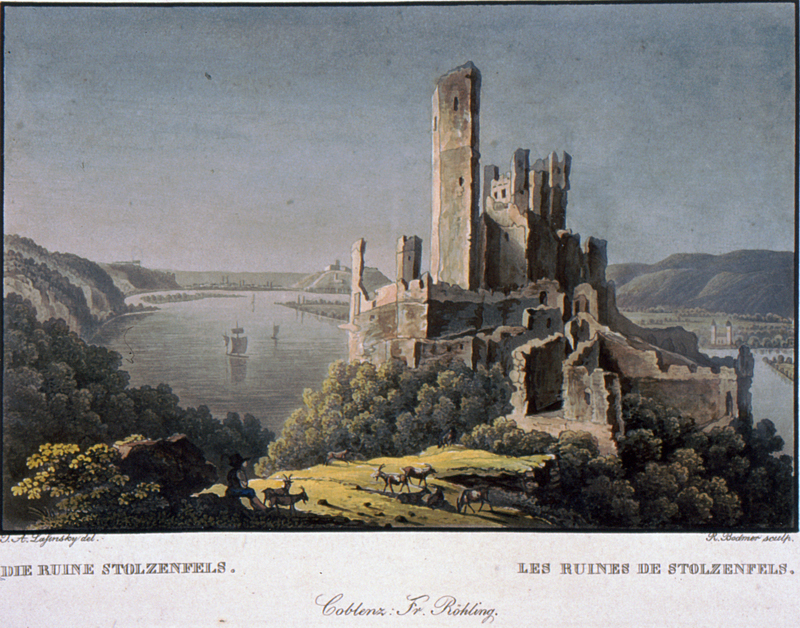
Ruine Stolzenfels um 1830

Schloss Stolzenfels im Mittelrheintal in Koblenz thront auf der linken Seite des Rheins über dem Stadtteil Stolzenfels, für den es namensgebend war, gegenüber der Lahnmündung. Die erst Anfang des 19. Jahrhunderts vom preußischen Kronprinzen Friedrich Wilhelm zum Schloss ausgebaute Anlage geht auf eine 1689 zerstörte kurtrierische Zollburg aus dem 13. Jahrhundert zurück. Das neugotische Schloss ist das herausragende Werk der Rheinromantik. Zu der Gesamtanlage gehören außerdem eine Klause im Gründgesbachtal, die ehemalige Personalwohnung sowie ein Landschaftspark.

## Geschichte

### Burg Stolzenfels

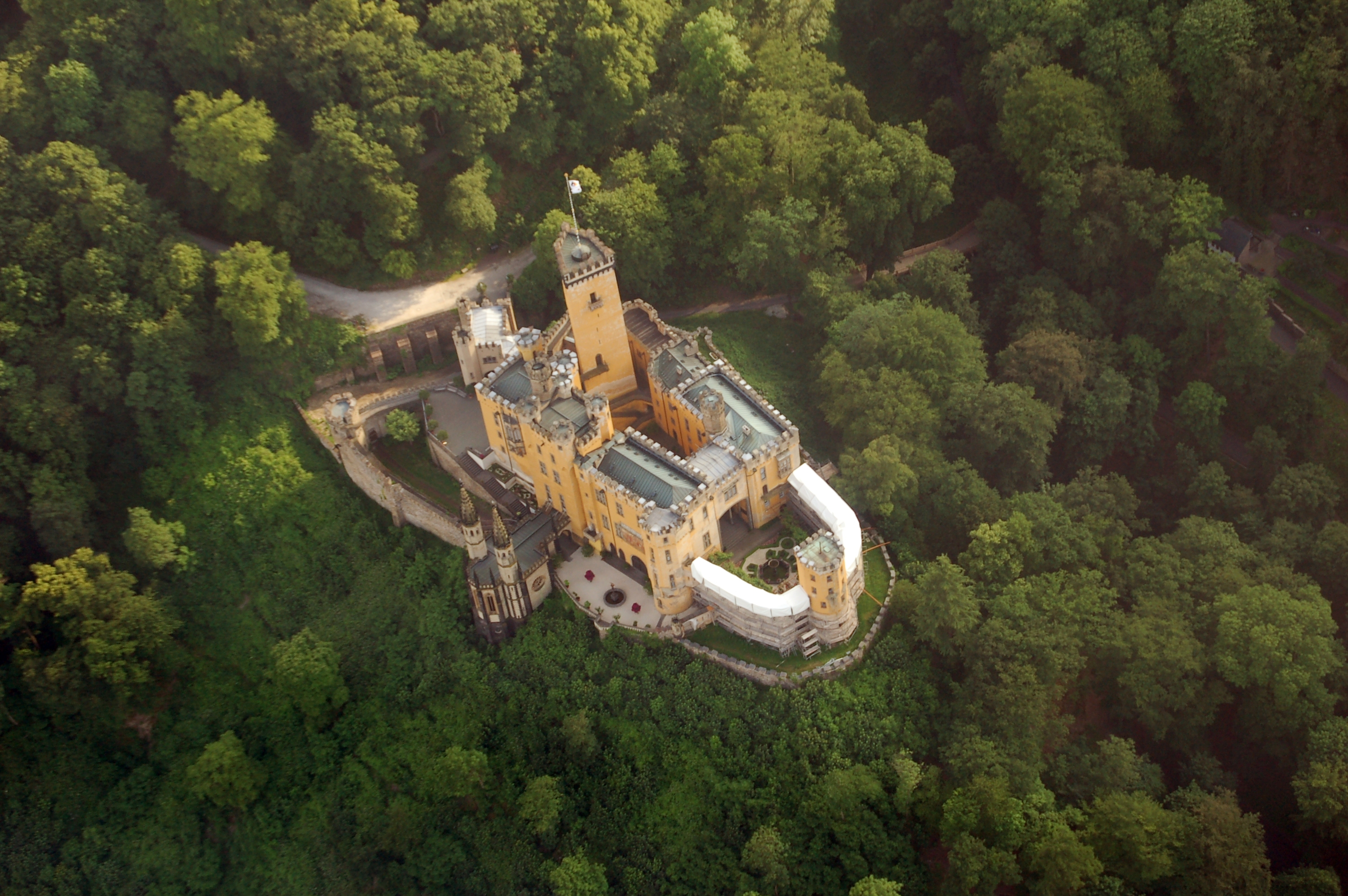
Luftaufnahme 2007

In den Jahren 1242 bis 1259 errichtete der Trierer Erzbischof Arnold II. von Isenburg die Burg Stolzenfels als Hangburg. Ihr gegenüber liegt auf der Lahnsteiner Seite die 1232 erbaute Burg Lahneck, die als nördlichster Außenposten das kurmainzische Territorium markierte. Der noch heute erhaltene fünfseitige Bergfried entstand um 1244 und wurde danach zwei Mal aufgestockt, zuletzt in preußischer Zeit. Der Name eines Ritters Walter Burggraf von Stulzenvels wurde 1248 genannt. Unter Erzbischof Balduin von Luxemburg wurde die Burg um 1300 zu einer kurtrierischen Zollburg weiter ausgebaut und durch Mauern mit dem Ort am Rheinufer verbunden. Burg Stolzenfels wurde von den Erzbischöfen Kuno und Werner von Falkenstein in den Jahren 1388 bis 1418 mit einem Wohnturm sowie dem Palas auf der Rheinseite erweitert. Die Rolle der Zollburg übertrug Werner von Falkenstein 1412 auf die 1371 von Kuno erbaute, rheinabwärts gelegene Burg Kunostein, die an der Stelle des später errichteten Schloss Engers stand.
Im Dreißigjährigen Krieg wurde Burg Stolzenfels 1632 erst von den Schweden und anschließend für jeweils zwei Jahre (1634 und 1646) von den Franzosen besetzt. Nach ihrer Zerstörung 1689 im Pfälzischen Erbfolgekrieg durch die Franzosen verfielen die Ruinen in den nächsten 150 Jahren. Während der Franzosenzeit (1794–1814) wurde die Ruine 1802 der Stadt Koblenz als Eigentum übertragen. Diese machte sie im Jahre 1815 dem Kronprinzen Friedrich Wilhelm von Preußen zum Geschenk. Dieser nahm jedoch erst 1823 unter Oberbürgermeister Abundius Maehler kurz nach seiner Heirat mit Elisabeth Ludovika von Bayern die Schenkung an. Getragen wurde diese Entscheidung von seiner Begeisterung für die romantische Rheinlandschaft und angeregt vom beginnenden Wiederaufbau der Burg Rheinstein durch seinen Vetter Friedrich von Preußen.

### Schloss Stolzenfels

Karl Friedrich Schinkel: Entwurf zum Ausbau der Burgruine Stolzenfels, 1836, Vorzeichnung

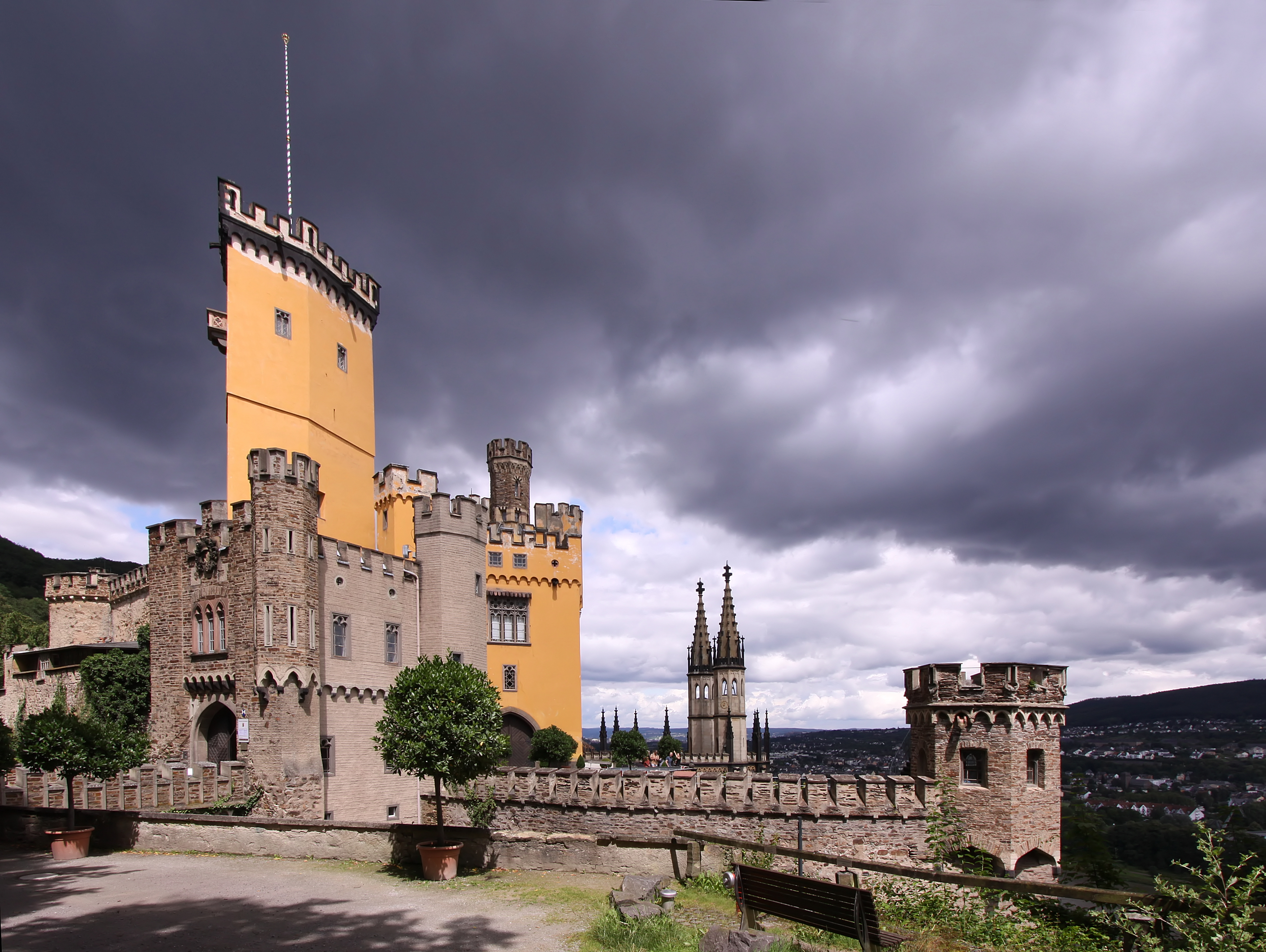
Schloss von Süden

Im Jahre 1826 bis 1833 ließ Kronprinz Friedrich Wilhelm von dem Architekten Johann Claudius von Lassaulx die klassizistisch-neuromanische Pfarrkirche St. Menas in Stolzenfels errichten. Angeregt durch die zeitgenössische Mittelalterbegeisterung, die eine Burgenrenaissance hervorbrachte, baute er danach die Burg als preußische Sommerresidenz am Rhein wieder auf. Von 1836 bis 1842 entstand unter Mitwirkung Karl Friedrich Schinkels, nach 1841 unter Leitung von Friedrich August Stüler, das heutige neugotische Schloss. Dabei wurde die vorhandene alte Bausubstanz der Burgruine auf ausdrücklichen Wunsch von Friedrich Wilhelm IV. integriert. Die örtliche Bauausführung lag bei den Ehrenbreitsteiner Festungsbaumeistern W. Naumann und Carl Schnitzler, koordiniert durch den Festungskommandanten Philipp von Wussow. Unverkennbar sind die Einflüsse der englischen Neugotik und Schinkels romantischer Stil.
Die Räume der Sommerresidenz wurden mit wertvollen mittelalterlichen und dem Mittelalter nachempfundenen Möbeln, Kunstwerken und Gemälden ausgestattet. Die Inneneinrichtung wurde von dem Tischlermeister H. Rhode aus Trier, Johann Wilhelm Vetter aus Neuwied sowie C. Gerstenkorn, Ferdinand Gerber und G. Mündenich aus Koblenz geschaffen. Die romantisierende Umgebung des Schlosses (z. B. mit einem Reitplatz) gestaltete der Gartenarchitekt Peter Joseph Lenné als Landschafts- und Jagdpark.
Im Jahre 1842 waren der Ausbau und die Renovierung des Schlosses beendet. Am 14. September zog König Friedrich Wilhelm IV. mit seiner in historischen Kostümen gekleideten Begleitung schließlich ein. Die als Personalwohnung geplante Klause wurde 1843 an der Auffahrt zum Schloss durch Naumann und Schnitzler vollendet. Die neugotische Kapelle auf der Rheinseite entstand 1843–1847 nach Plänen von Stüler und Schnitzler. Hohen Besuch bekam das Schloss Stolzenfels im Jahre 1845 von der britischen Königin Victoria, die in diesem Jahr mit der Umgestaltung von Osborne House begann und drei Jahre später mit dem Bau von Balmoral Castle. Unmittelbar vor der Renovierung von Stolzenfels, von 1832 bis 1837, hatte der bayerische Kronprinz Maximilian, ein Neffe von Friedrich Wilhelms Gemahlin Elisabeth Ludovika von Bayern und seit 1842 Ehemann seiner Cousine Marie von Preußen, das Schloss Hohenschwangau in ähnlichem Stil wieder aufbauen lassen. Von 1850 bis 1867 folgte der Wiederaufbau der Burg Hohenzollern, mit der Friedrich Wilhelm IV. ebenfalls Stüler beauftragte.

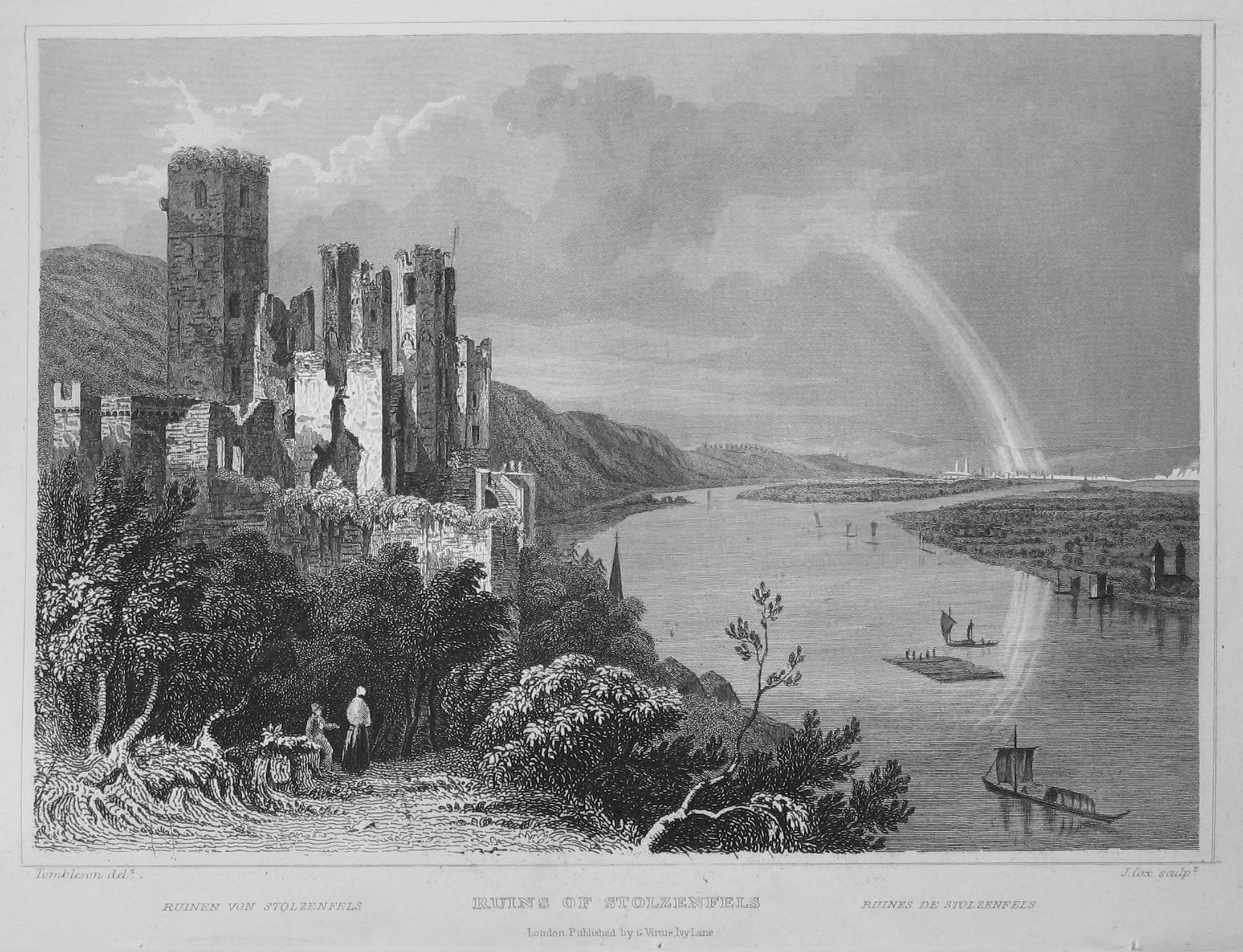
Stahlstich nach Tombleson, um 1830
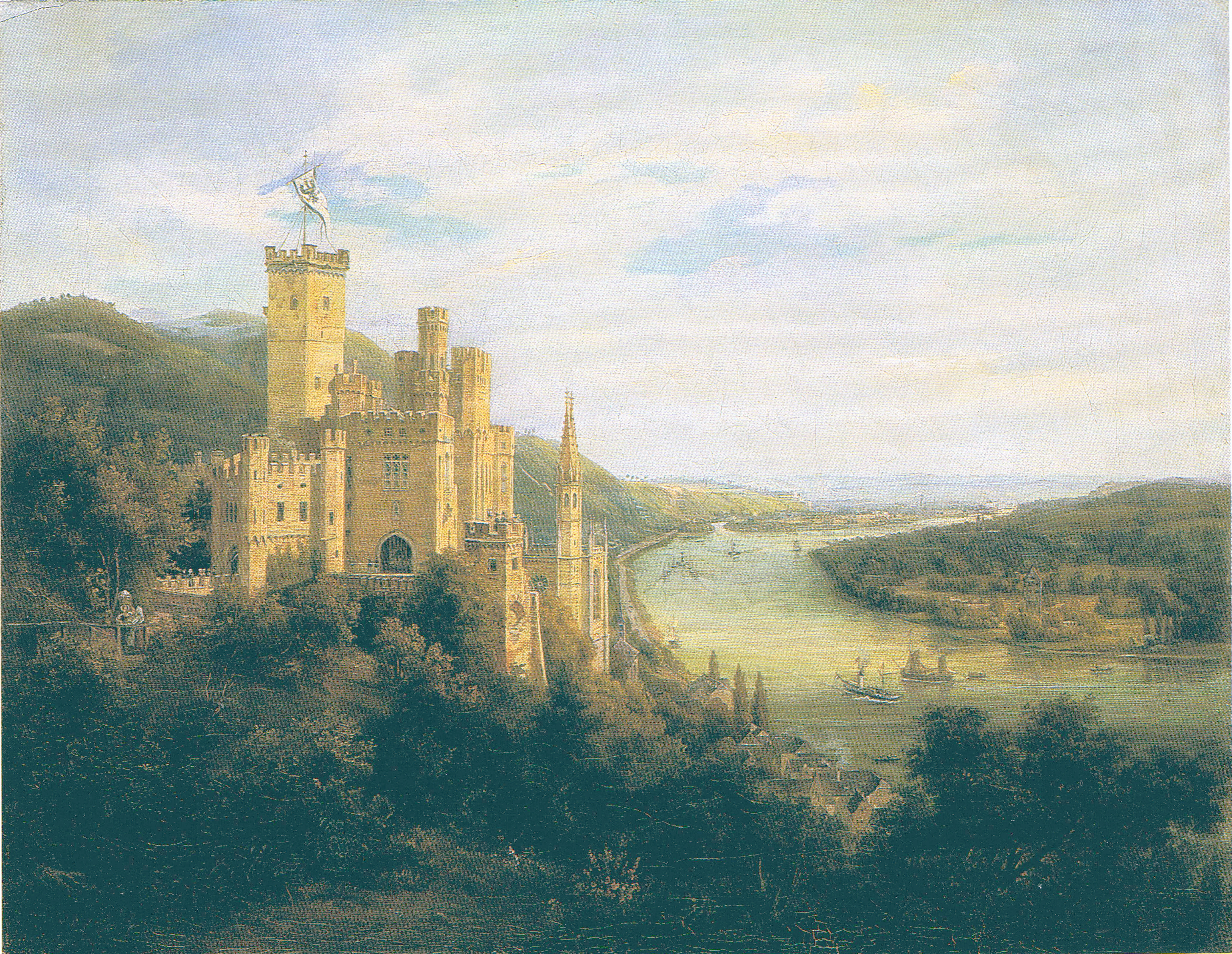
Gemälde von Carl Daniel Freydanck, 1847/48
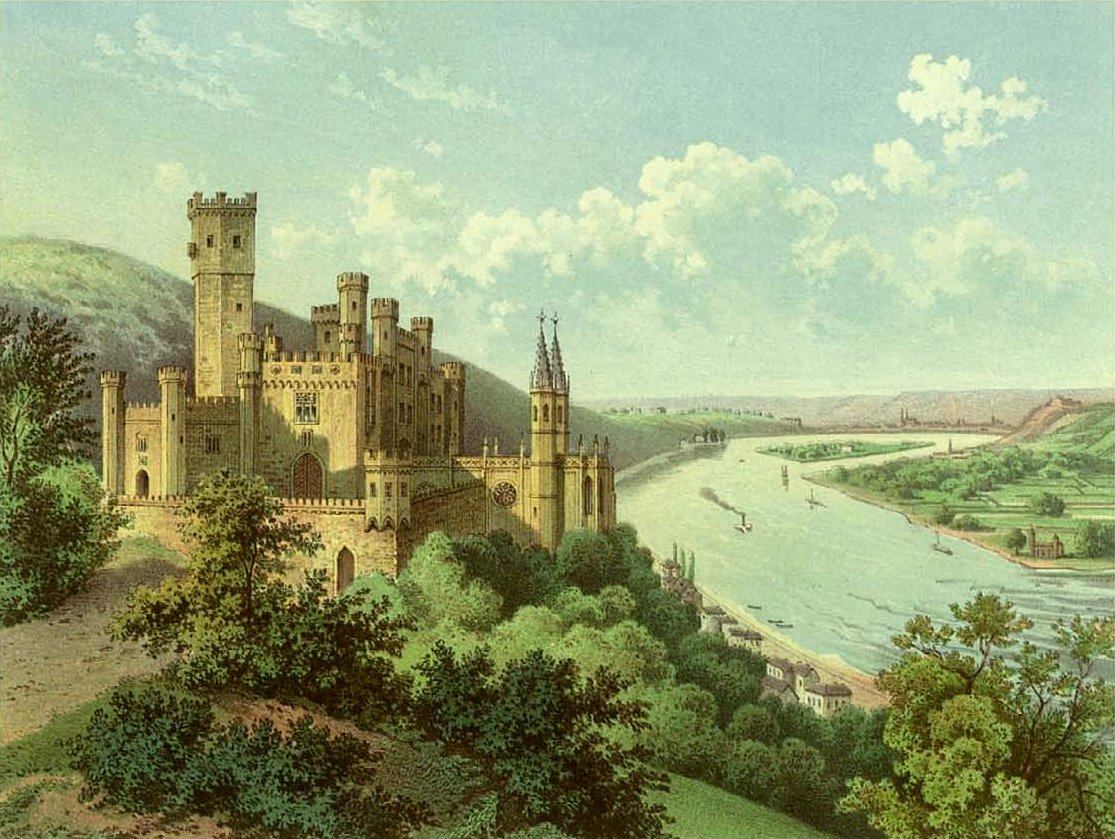
Schloss Stolzenfels um 1860, Sammlung Alexander Duncker
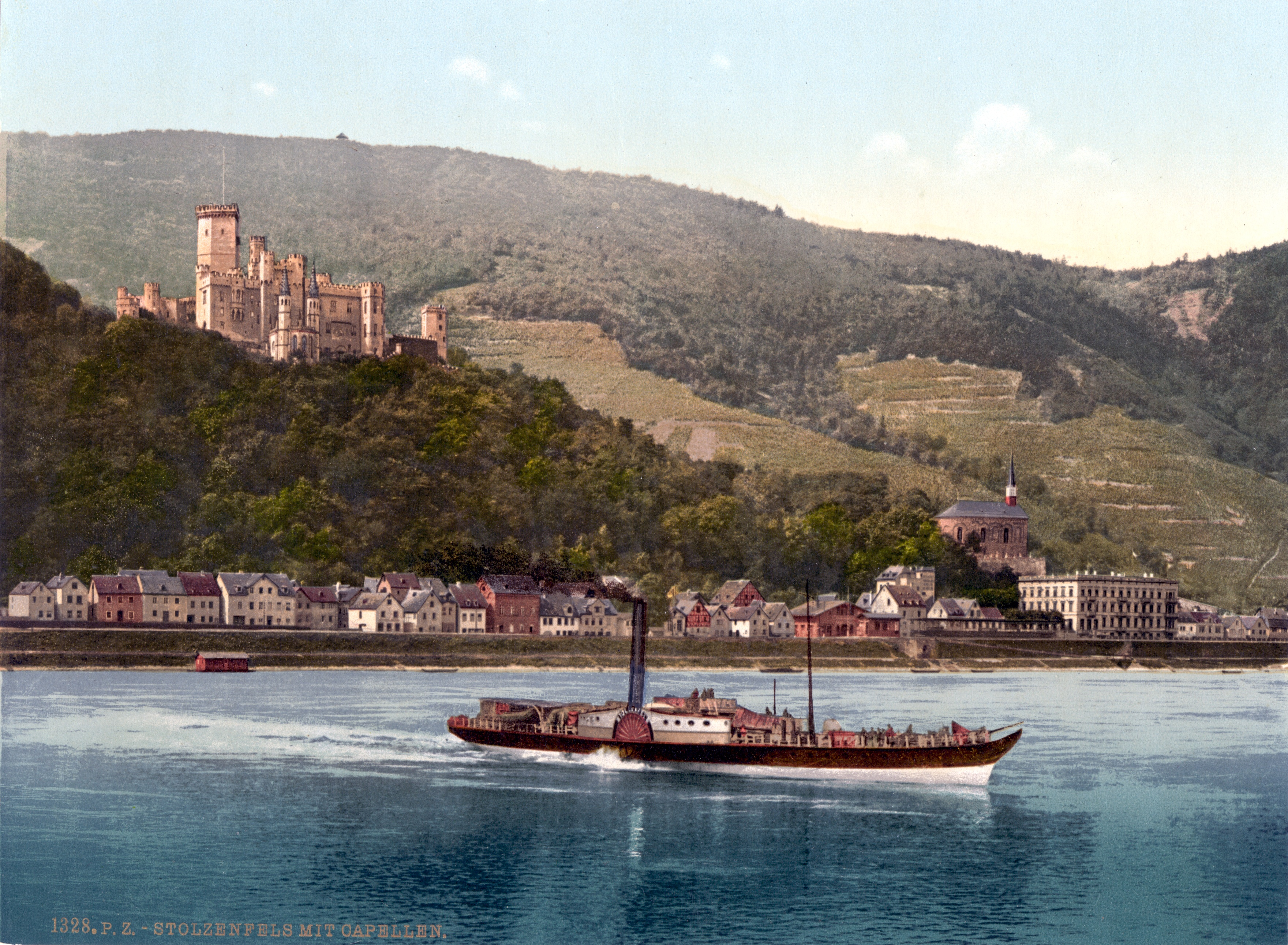
Schloss Stolzenfels von Südost, um 1900
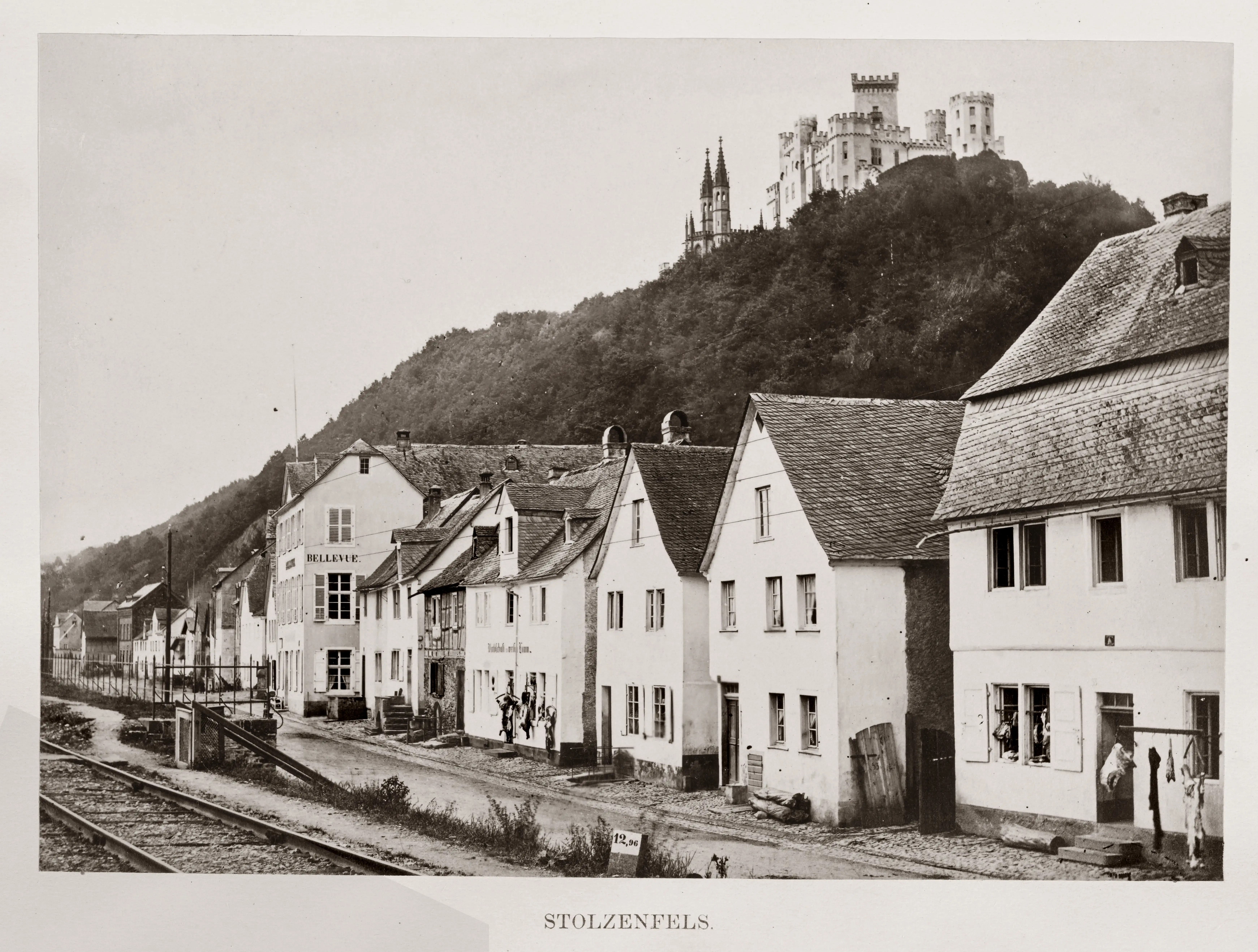
Frühes Foto, 1865 publiziert
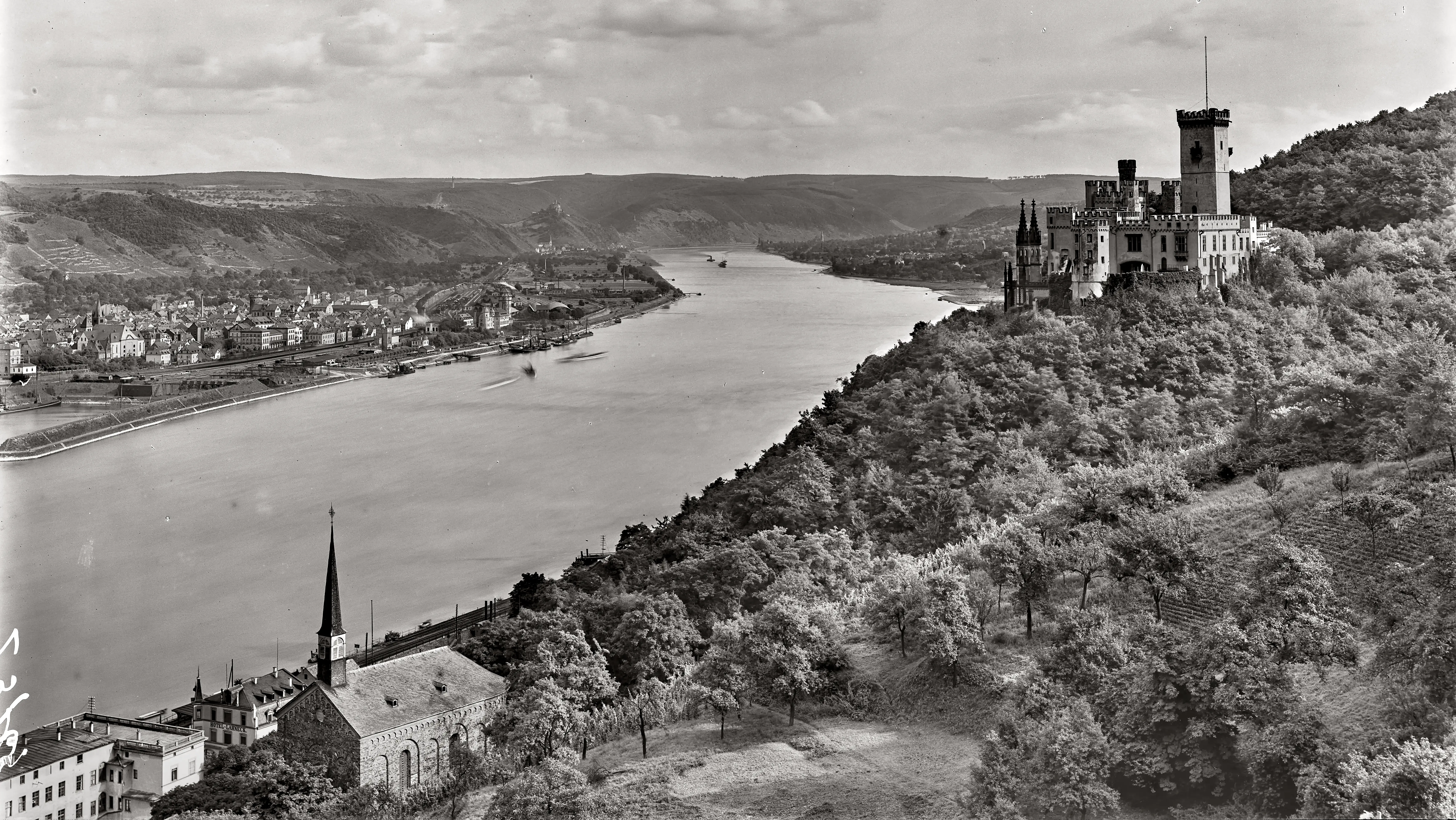
Scharfes Foto, 1912 publiziert
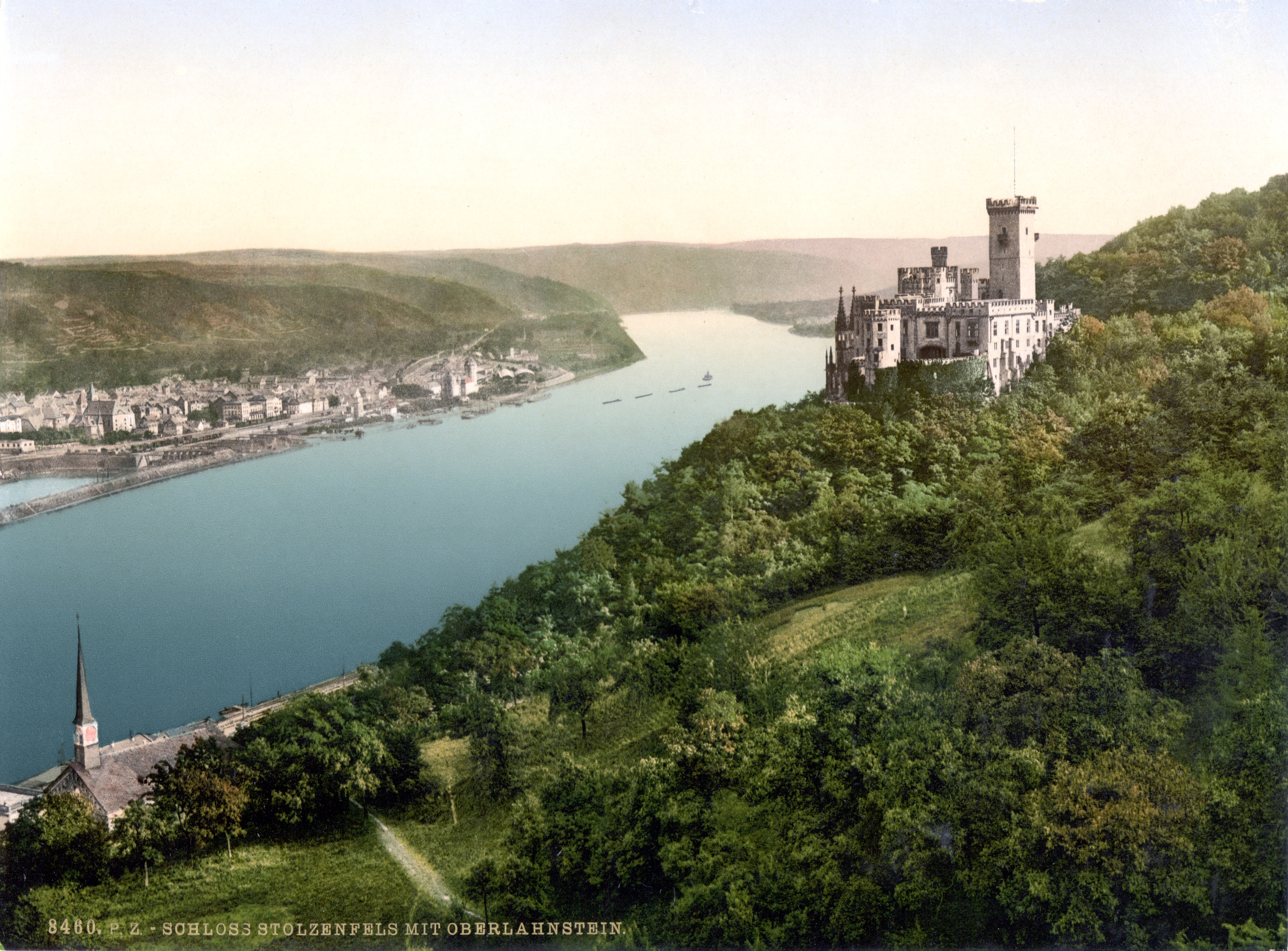
Schloss Stolzenfels von Norden, um 1900
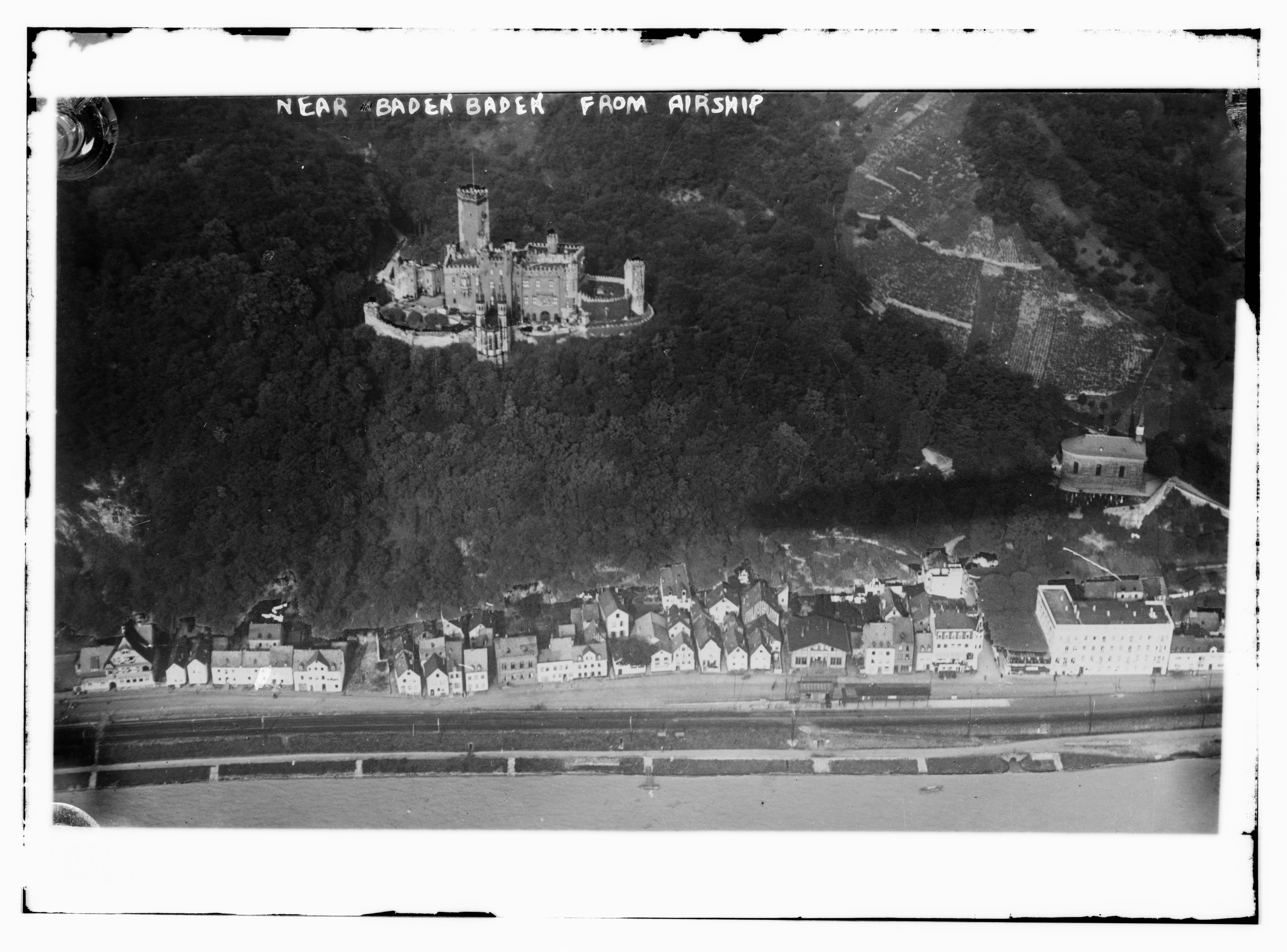
Schön von oben, nur falsch beschriftet
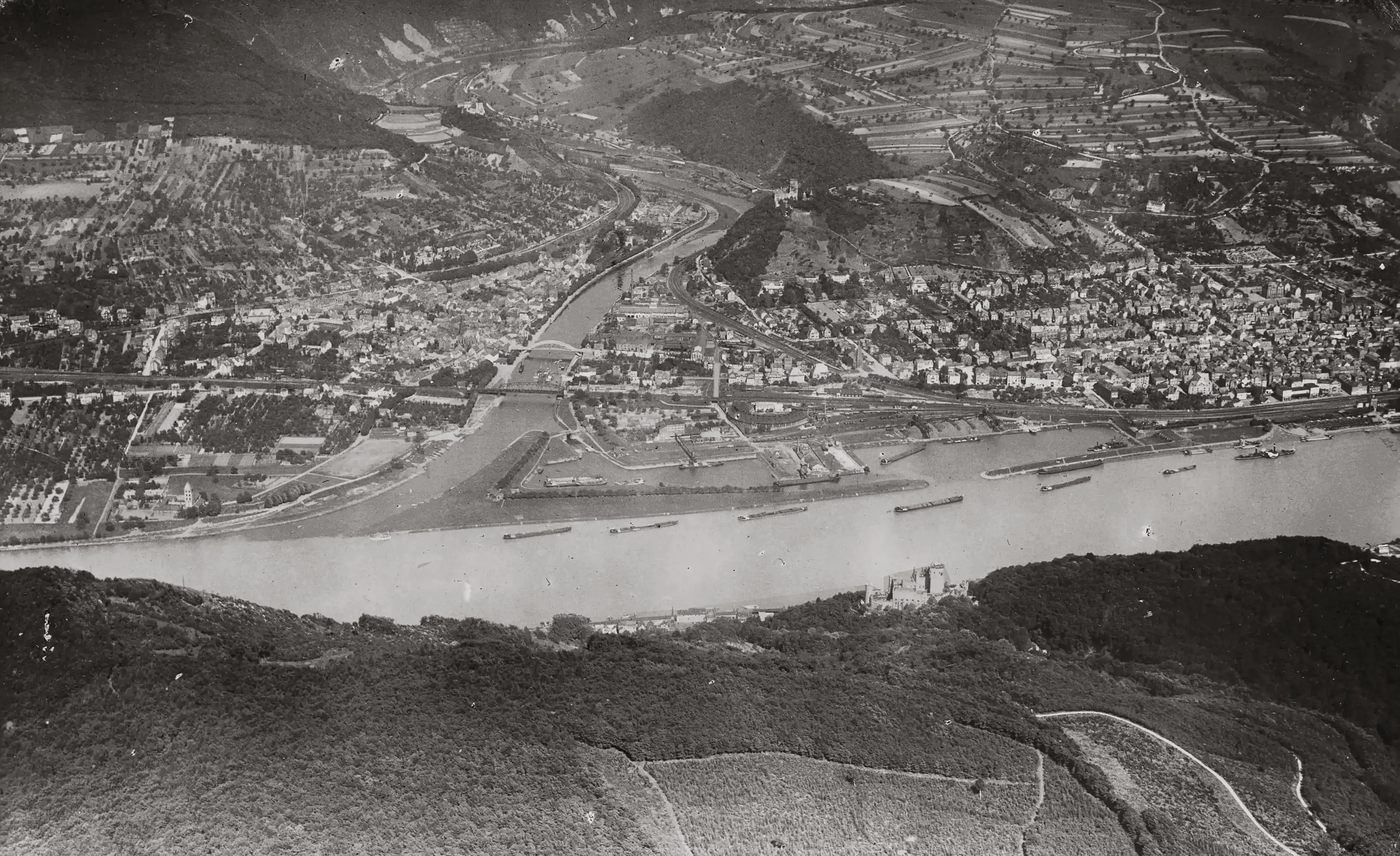
1931 von oben mit Lahnmündung
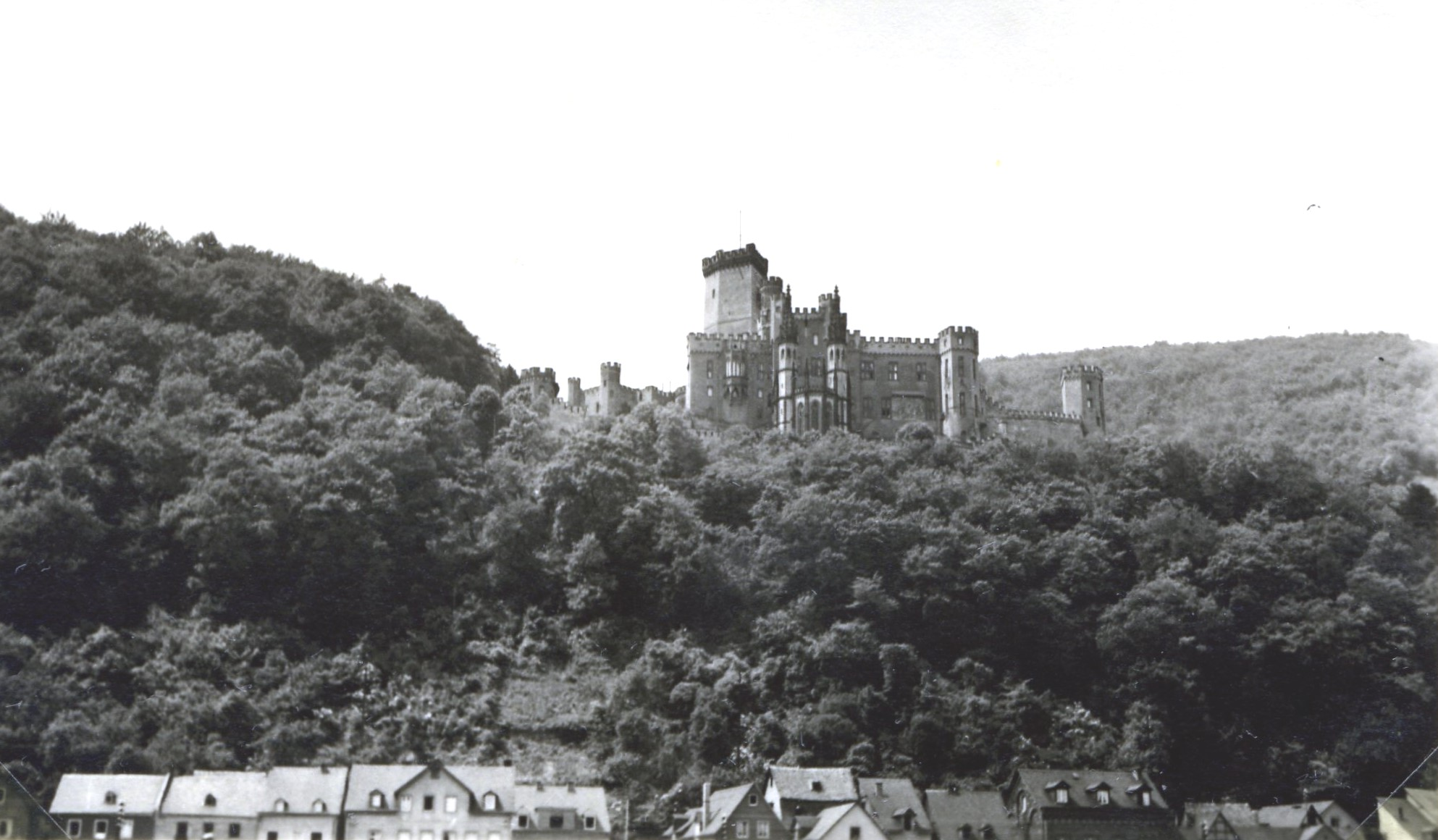
1938

### Entwicklung des Schlosses nach 1918
Nach dem Ersten Weltkrieg und dem Ende der Monarchie in Preußen im November 1918 kam Schloss Stolzenfels in den Besitz und die Betreuung der staatlichen Schlösserverwaltung. Heute wird das Schloss von der Direktion Burgen, Schlösser, Altertümer der Generaldirektion Kulturelles Erbe Rheinland-Pfalz verwaltet.
Seit 2002 ist Schloss Stolzenfels Teil des von der UNESCO ausgezeichneten Welterbes Oberes Mittelrheintal. Für die Rheinromantik-Ausstellung im Landesmuseum Koblenz 2002 wurde ein digitales Modell erstellt, das den Zustand von 1845 rekonstruiert, beruhend auf restauratorischen Untersuchungen. In Überblendungen sind stufenlose Vergleiche möglich zwischen der Ruine, wie sie ein Korkmodell um 1830 zeigt, den Bauaufnahmen und Ausbauplänen der Architekten von Lassaulx, Schinkel, Stüler u. a., ferner den künstlerischen Darstellungen in Aquarellen von Caspar Scheuren u. a., sowie schließlich dem ausgeführten und 1845 eingeweihten Bau. Jährlich kommen bis zu 250.000 Besucher zum Schloss.
Vor der Bundesgartenschau 2011 in Koblenz begannen unter Federführung des Landesbetriebs Liegenschafts- und Baubetreuung aufwändige Sanierungsmaßnahmen am Schloss Stolzenfels. Danach wurde das Schloss, das ein herausragendes Kulturdenkmal in Deutschland darstellt, da es samt Inneneinrichtung komplett erhalten geblieben ist, mit in die Bundesgartenschau integriert. Die Planungen für das Großprojekt einer Generalsanierung reichen bis ins Jahr 2000 zurück und wurden ab 2004 konkret verfolgt. In einem ersten Bauabschnitt wurde bis 2011 das äußere Erscheinungsbild wieder in den originalen Farben, einem hellen Ockergelb, hergerichtet und die Gärten nach den alten Plänen des Gartenbaumeisters Peter Joseph Lenné neu angelegt. Zusätzlich wurden zur Standsicherheit des Schlosses Maueranker gesetzt. Ein weiterer Bauabschnitt folgte bis 2015, bei dem vor allem der Bergfried (November 2014 abgeschlossen) samt Treppen und die Toranlage restauriert wurden. Das Wandgemälde von August Gustav Lasinsky und der Baldachin am Palas darüber wurden bis 2014 aufwendig instand gesetzt. Gleichzeitig erfolgten Bauforschungen, bei denen vor allem Überreste der Burgruine untersucht wurden. Bis 2016 wurden in einem letzten Bauabschnitt Sanierungsmaßnahmen auf der Westseite des Schlosses durchgeführt. Bis dahin werden 21 Millionen Euro aus Landesmitteln zur umfangreichen Restaurierung eingesetzt worden sein. Die Ergebnisse dieser Maßnahmen sind 2020 publiziert worden.

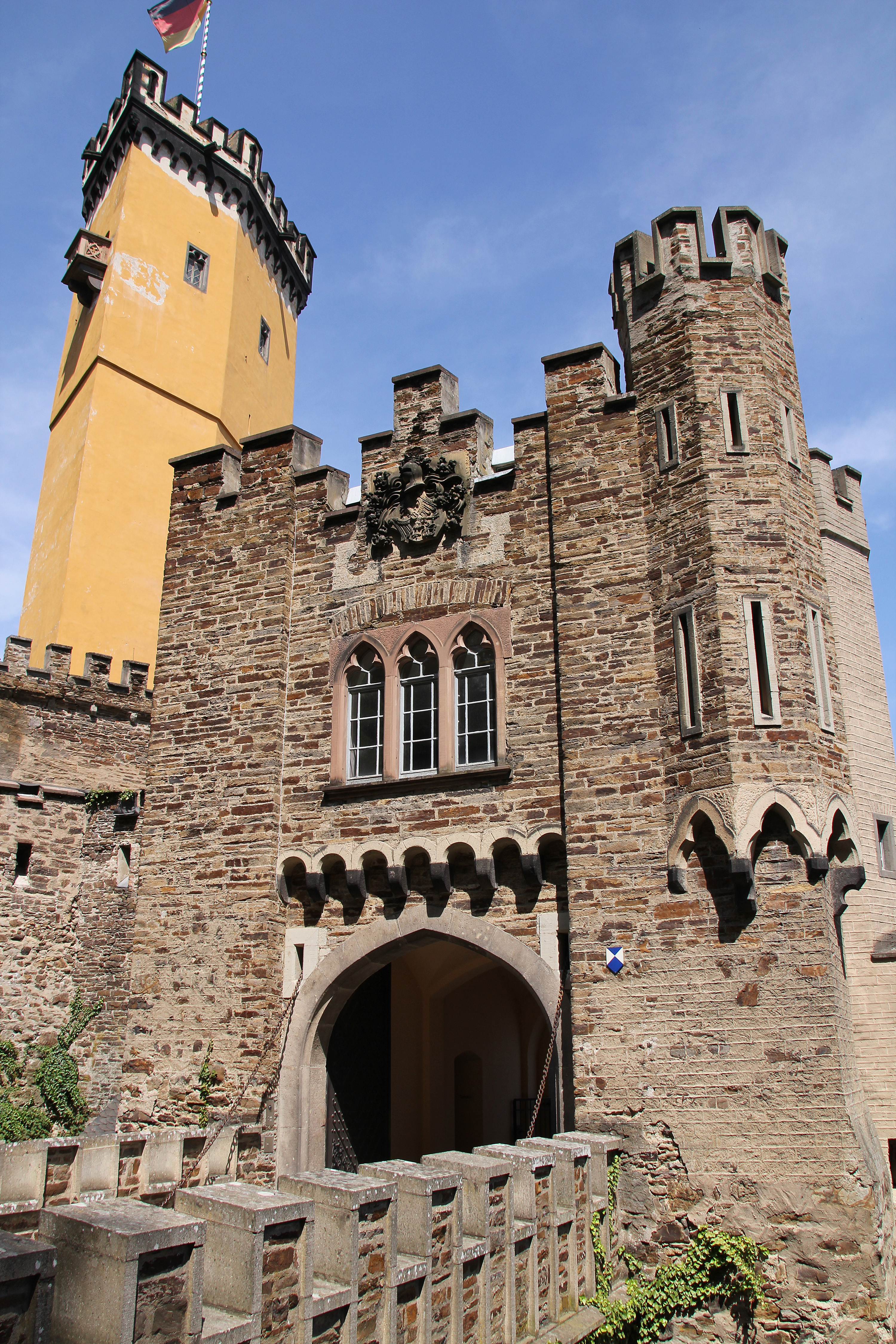
Torwächterhaus
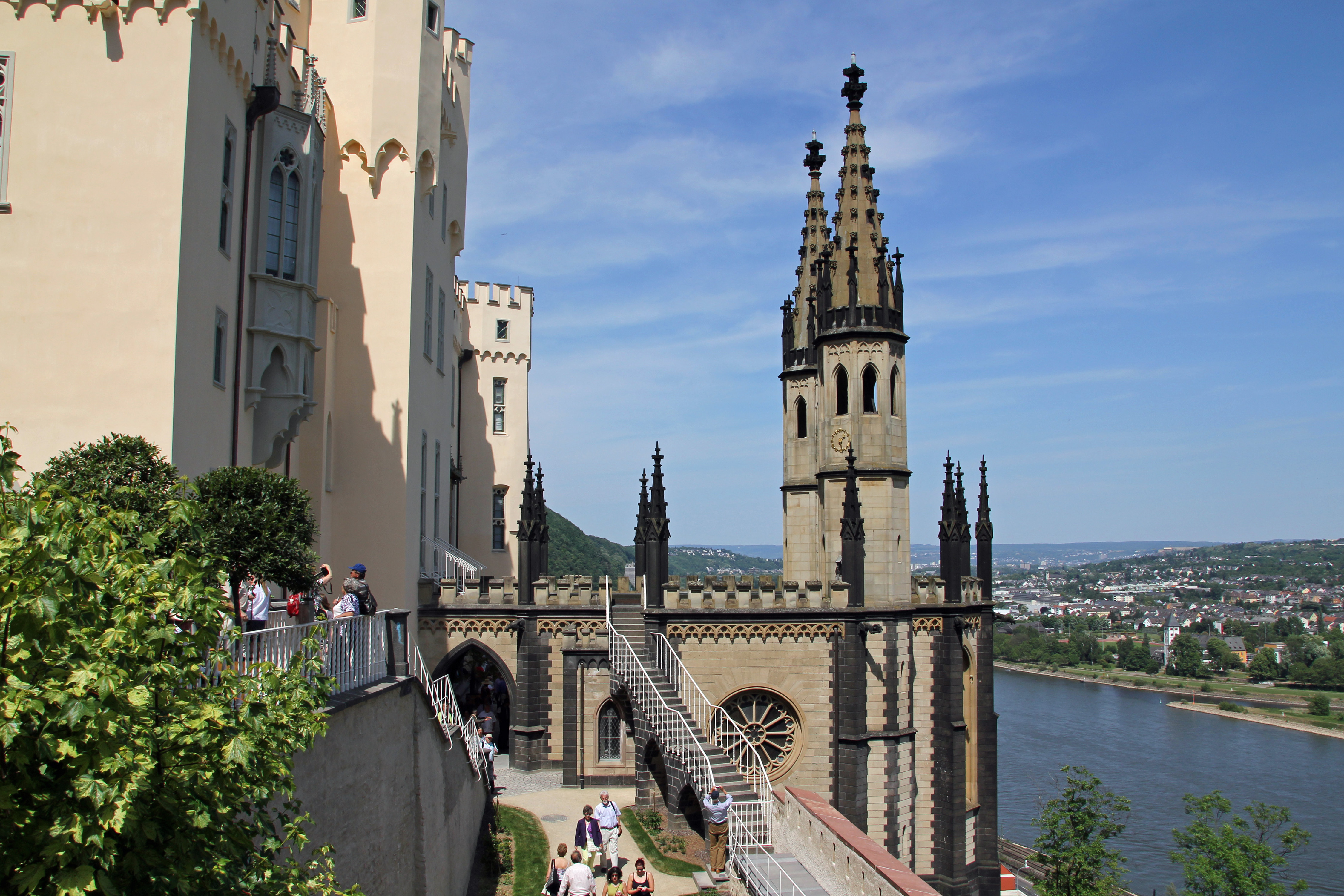
Schlosskapelle
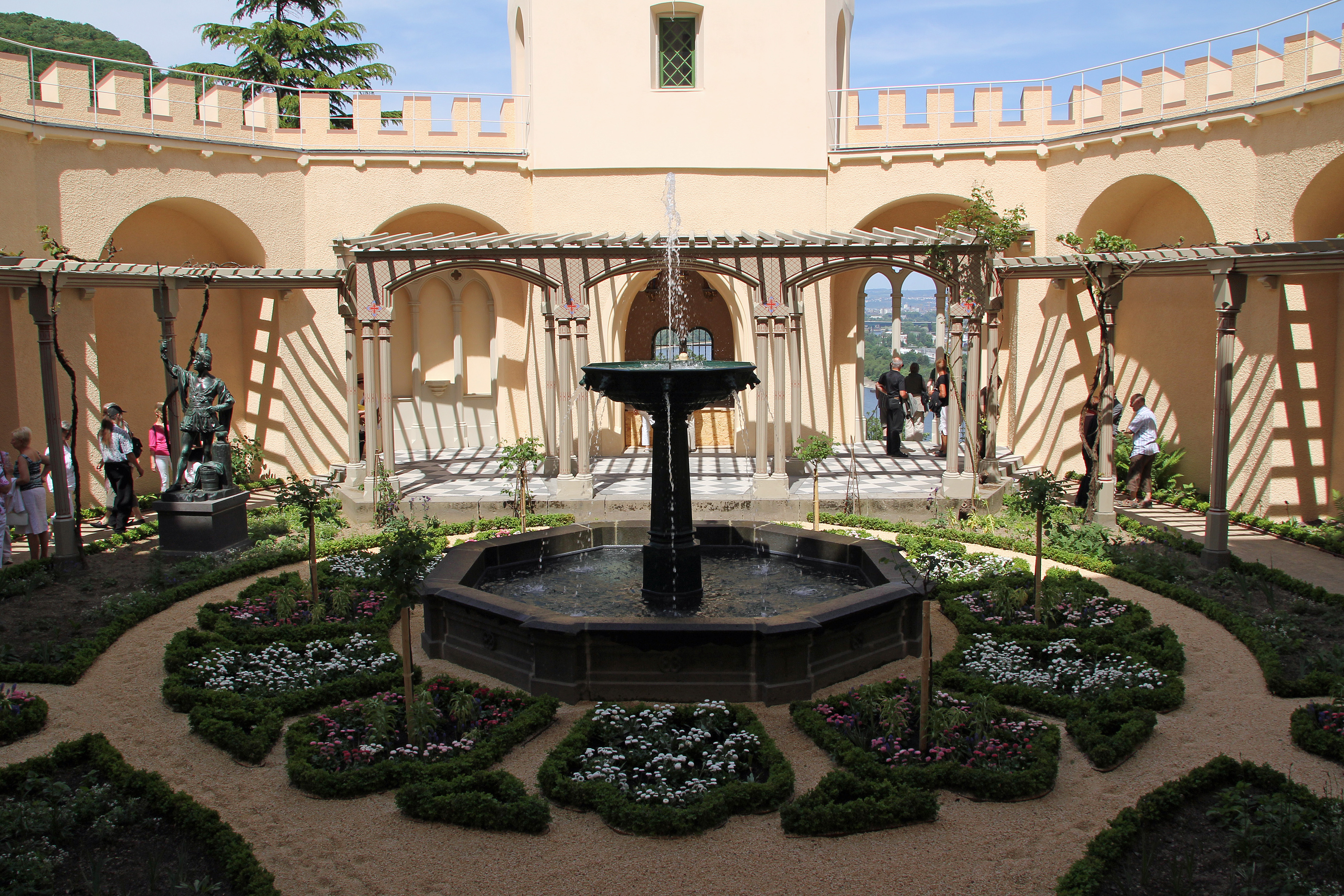
Pergolagarten
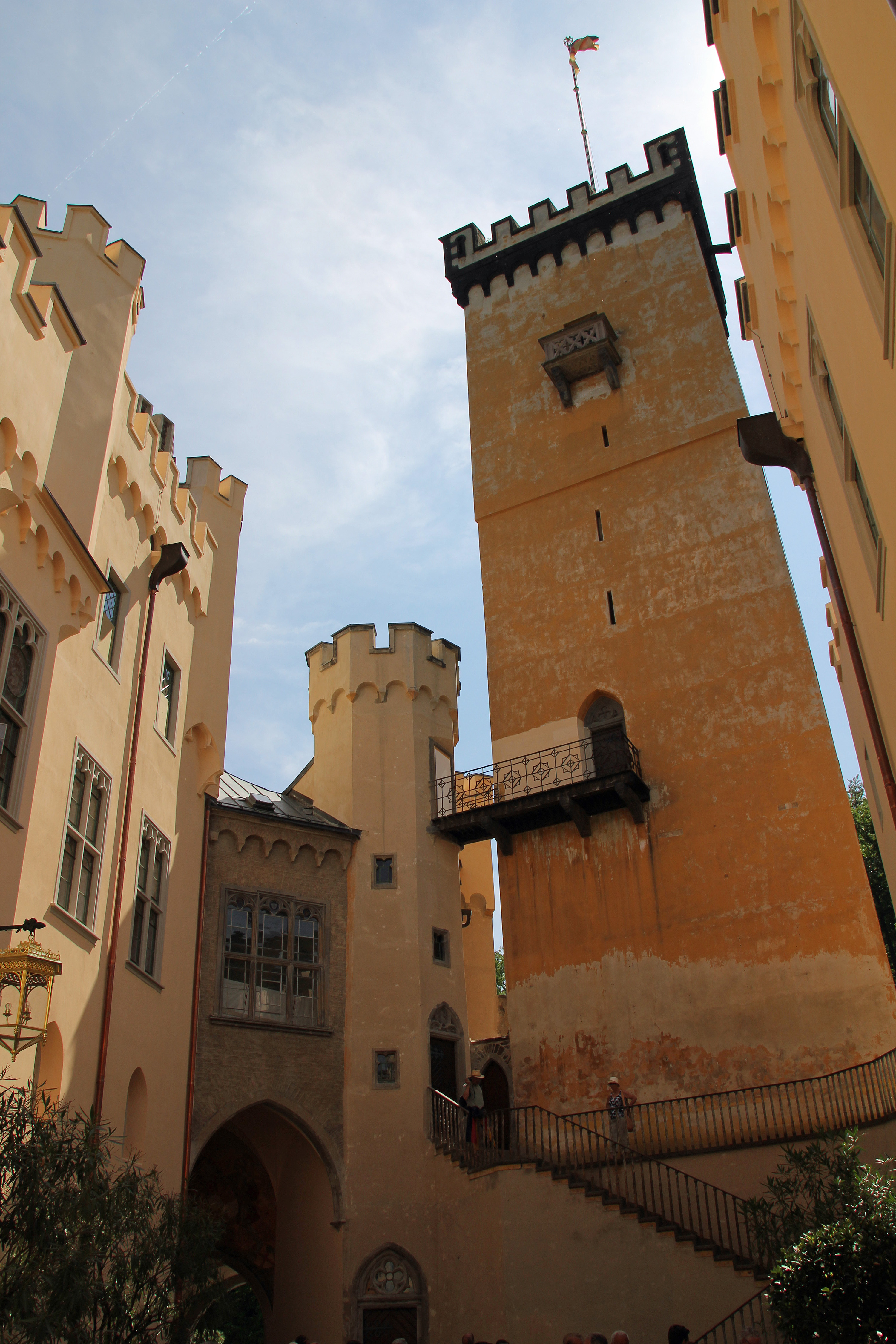
Bergfried
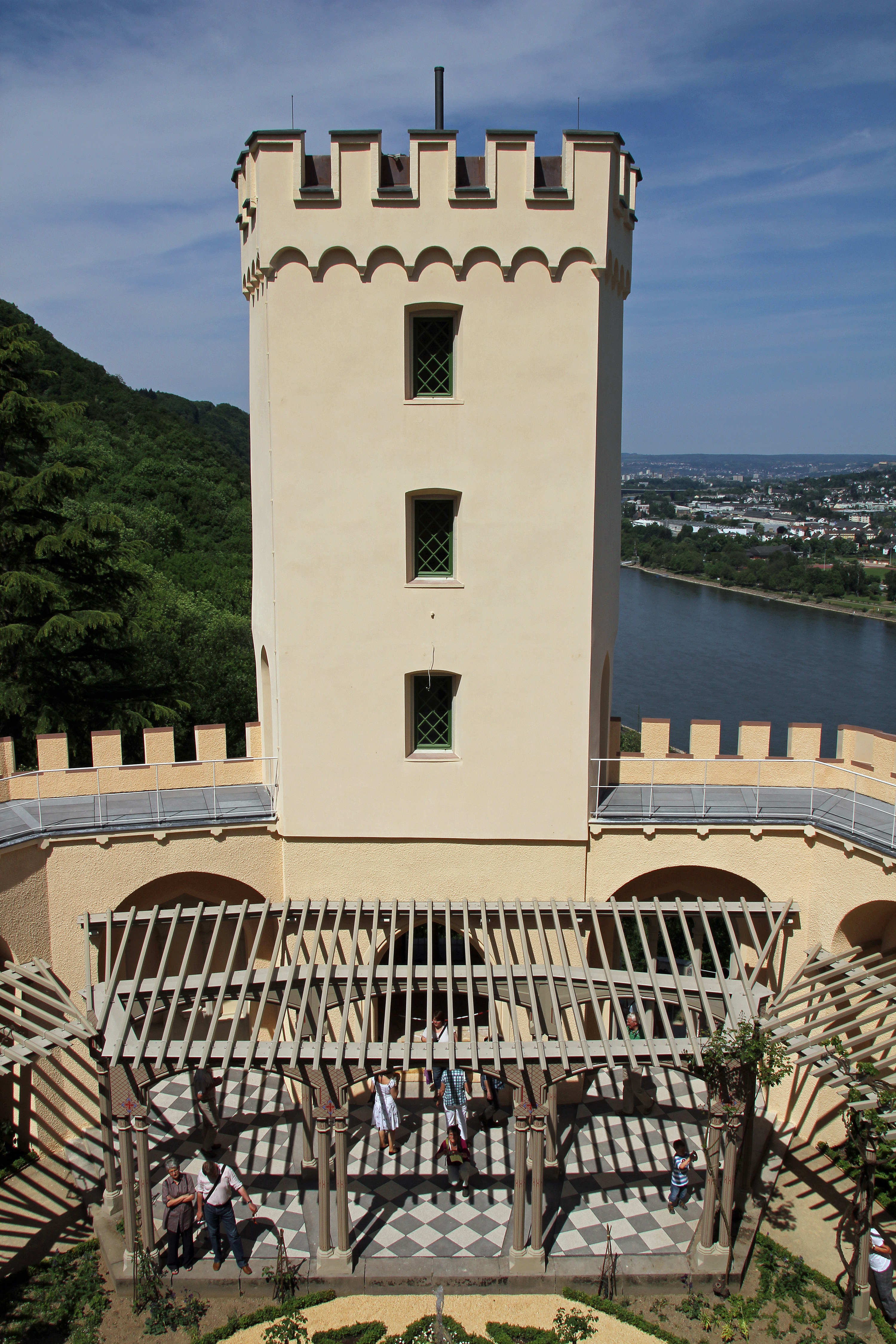
Adjutantenturm

## Bau und Ausstattung

### Schloss Stolzenfels

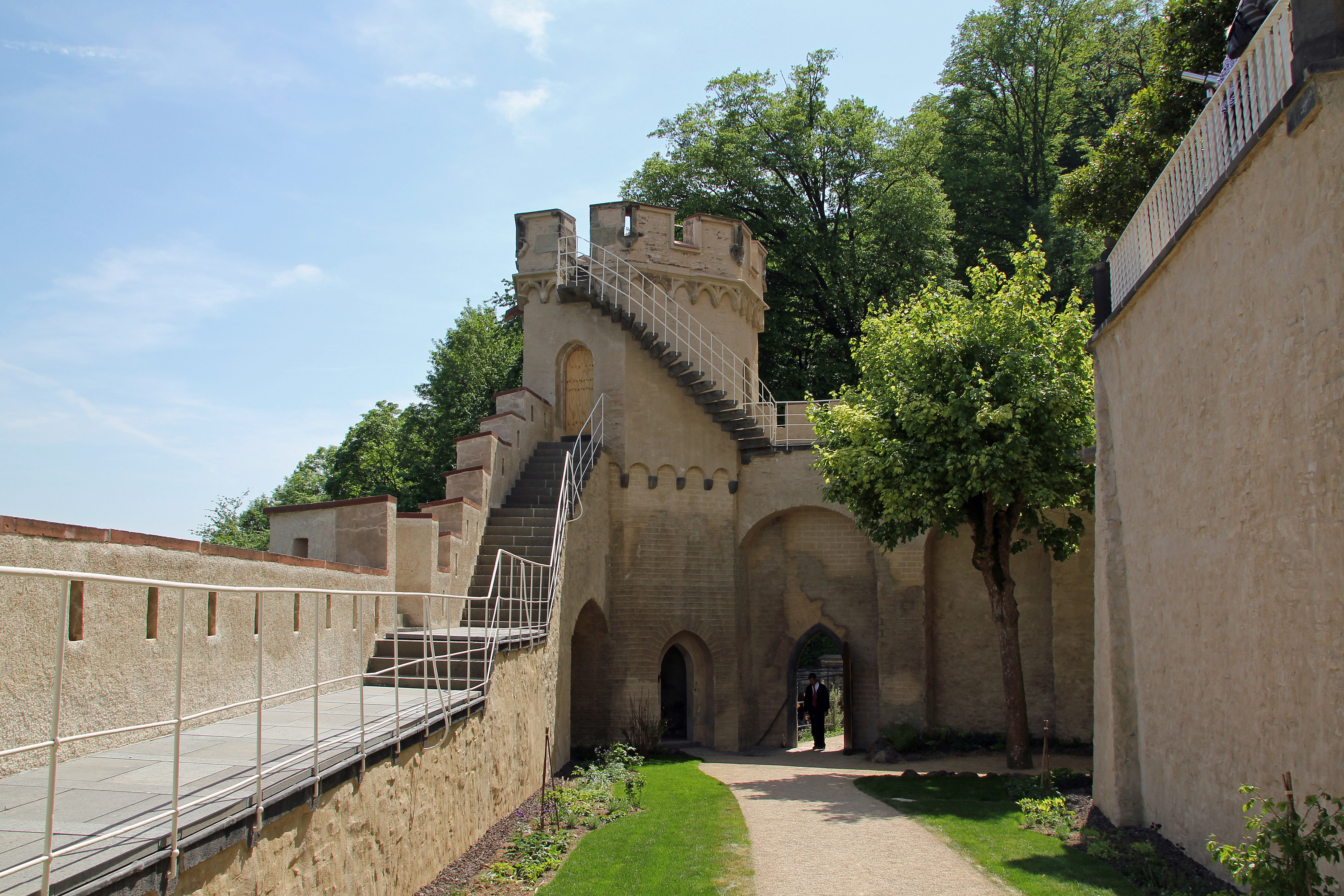
Elisabethturm

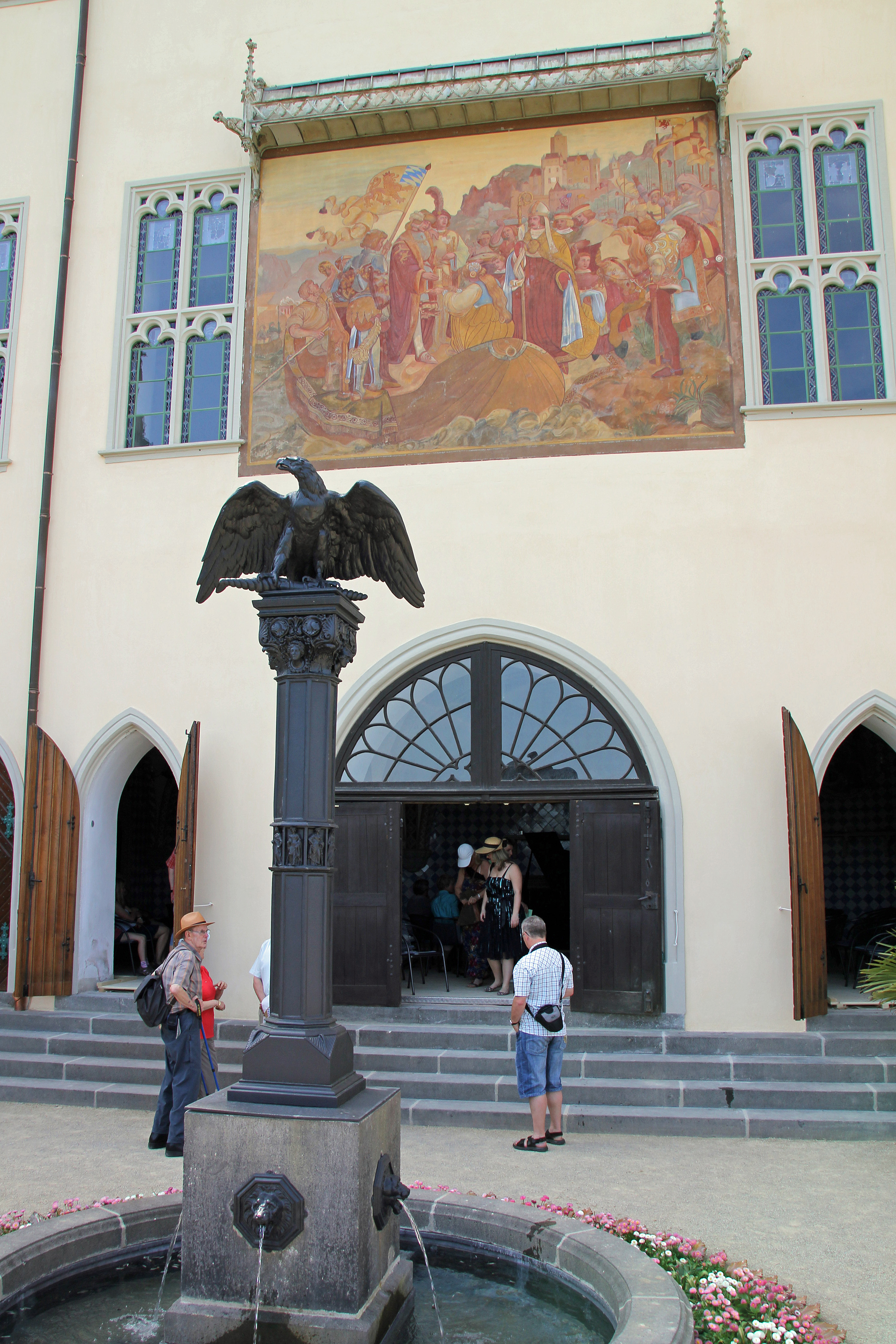
Das Wandgemälde am Palas vor dem Zwinger

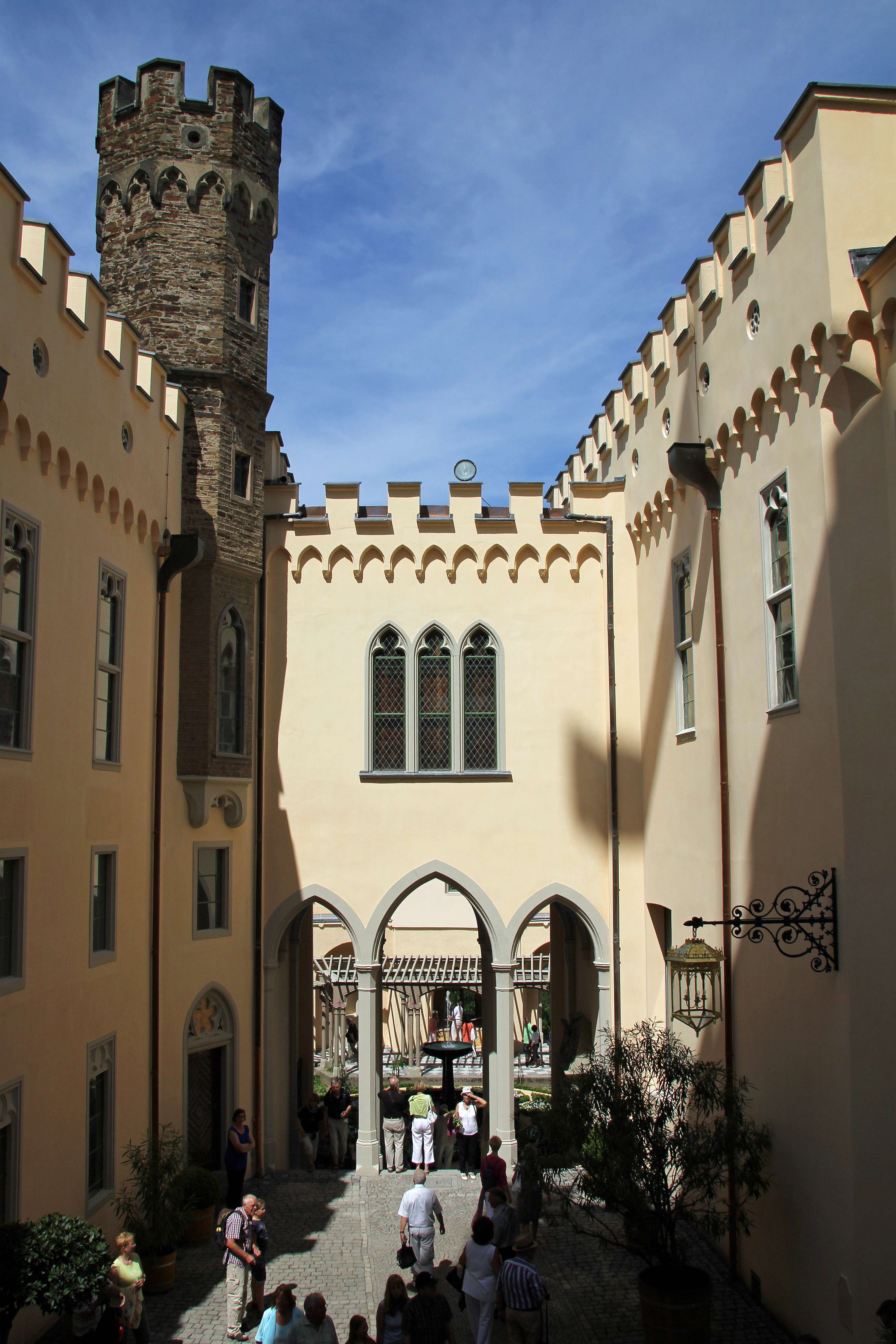
Der Schlosshof Richtung Arkardenhalle

Das Schloss Stolzenfels liegt auf einem Bergrücken, der nach Osten zum Mittelrheintal und nach Norden zum Gründgesbachtal steil abfällt. Auf der Südseite wird das Schloss von einem Halsgraben abgeschlossen. Auf Wunsch von König Friedrich Wilhelm IV. sind einige Teile der mittelalterlichen Burg erhalten geblieben und in den Schlossneubau integriert worden. Schinkel baute die noch vorhandenen Gebäude wieder auf und ergänzte sie. Er schuf aus der Burgruine ein klassizistisches Schloss und vereinheitlichte die Rheinfront auf eine Weise, die von der englischen Neugotik inspiriert war. Alle Mauerabschlüsse vor den flachen Dächern wurden daher mit umlaufenden Zinnenabschlüssen versehen. Die gesamten Fassaden wurden mit einem glatten hellgelben Putz überzogen.
Der älteste erhaltene und höchste Teil der Anlage ist der Bergfried, der in der Mitte des 13. Jahrhunderts entstand. Mitte des 14. Jahrhunderts wurde der auf einem fünfeckigen Grundriss stehende Bergfried, der sogenannte „Raue Turm“, aufgestockt. Die spitze Seite zeigt gegen den Berg, die Angriffsseite. Der in fast vollständiger Höhe erhaltene Wehrturm ist im oberen Drittel um Steinbreite auskragend und schließt mit rekonstruierten Zinnen über einem vortretenden Rundbogenfries ab. Eingänge zu den beiden unteren Geschossen befinden sich auf der West- und Ostseite. Im Geschoss darüber ist auf der Hofseite der ursprüngliche Einstieg. Der Bergfried hat nur wenige Fenster, im obersten Geschoss sind an der Nord- und an der Südwestseite Balkone aus der Ausbauzeit angebracht. Eine Schildmauer ist ihm im gleichen Winkel vorgelagert.
Die nördliche Spitze des Felssporns wurde im 14. Jahrhundert unter Erzbischof Balduin von Luxemburg bebaut. Der Nordostbau (Palas) auf der Rheinseite, die Ringmauer um den heutigen Pergolagarten samt dem Adjutantenturm im Norden und die anschließende Bogenmauer auf der Westseite, die heute die Westmauer des Nordwestbaus ist, entstanden in den Jahren 1336 bis 1338. Die beiden Strebepfeiler an der Nordwestecke des Nordwestbaus zeugen von den Problemen, die der felsige Untergrund den mittelalterlichen Baumeistern machte. Der viergeschossige Adjutantenturm steht auf einem runden Grundriss in den beiden unteren Geschossen und ist in den oberen Geschossen siebeneckig. Er ist fast vollständig in seiner mittelalterlichen Substanz erhalten.
Das Untergeschoss des Palas’ ist zum davor gelegenen Zwinger und zum Rhein hin offen gestaltet und nimmt die Sommerhalle auf, in der von zwei oktogonalen Pfeilern ein Kreuzrippengewölbe getragen wird. Darüber befindet sich der große Rittersaal, in dem schlanke Säulen ein Netzgewölbe tragen. Bei der Gestaltung dieses Raums, in dem alte Ritterrüstungen ausgestellt sind, orientierte sich Schinkel am Großen Rempter der Ordensburg Marienburg in Ostpreußen, den er kurz vorher restauriert hatte. An der Außenwand des Palas’ ist zwischen den gotisierenden Kreuzstockfenstern ein großes Wandgemälde angebracht, das von August Gustav Lasinsky 1844 vollendet wurde. Es zeigt, wie „der Trierer Erzbischof Werner den neugewählten König Ruprecht empfängt“. An der Ostseite des Zwingers sind die Reste eines Eingangsturms, zu dem ein Weg vom Ort hoch zur Burg führte, zu einer Aussichtsterrasse ausgebaut worden. Diese wurde jedoch später durch die Kapelle überbaut.
Der Wohnturm (1381) südlich des Palas’ und der anschließende innere Torbau (1382/83) wurden von Erzbischof Kuno II. von Falkenstein erbaut. Der dreigeschossige, im Kern mittelalterliche Wohnturm steht auf einem quadratischen Grundriss und besitzt vier polygonale Eckerker. Im Kellergeschoss trägt eine Mittelstütze ein Gratgewölbe. Im Geschoss darüber befindet sich der kleine Rittersaal mit einem rekonstruierten Sterngewölbe und mit Bildszenen der ritterlichen Tugenden, die von Hermann Stilke aus Berlin gemalt wurden. Der Torbau besitzt einen polygonalen Treppenturm an der Nordwestecke und einen polygonalen Fenstererker auf der Rheinseite, den Schinkel anhand der noch vorhandenen Konsolen rekonstruieren ließ.
An der Südostecke der Schlossanlage steht der Elisabethturm. Von diesem noch erhaltenen alten Turm führte eine Mauer hinunter ins Tal zu einem Zollturm, die den Ort Kapellen (heutiger Name Stolzenfels) nach Süden begrenzte. Im Süden führt eine Brücke über den Halsgraben zum Torwächterhaus, dem Haupteingang in die Schlossanlage.
Nach Plänen von Naumann und Schnitzler wurden in der zweiten Bauphase die Bauten der Rheinfront nach innen gespiegelt und auf der Westseite des Schlosshofes Richtung Norden ein zweiter Gebäudetrakt errichtet. Im Norden wurden dabei beide Gebäudetrakte durch eine offene dreijochige Arkadenhalle verbunden, durch die eine Treppe von Schlosshof hinunter zum Pergolagarten führt.
Die evangelische Kapelle auf der Rheinseite vor dem Wohnturm wurde als letztes Gebäude 1843–1847 auf der Aussichtsterrasse errichtet. Sie steht auf einem kreuzförmigen Grundriss und besitzt achteckige nadelförmige Chortürme. Im nach Osten ausgerichtete 5/8-Chor sind Lanzett- und Rosettenfenster eingebaut. Im Inneren ist die Kapelle in frühgotischen Formen gehalten mit einem farbig gefassten Kreuzrippengewölbe. Der Maler Ernst Deger schuf zwölf nazarenische Wandbilder in kräftigen Farben auf einem Goldgrund, die die Erlösergeschichte der Menschheit darstellen. Eine Schwalbennestorgel wurde 1846 von der Firma Johannes Adolph Ibach geschaffen. Unter dem Chor im Sockelgeschoss ist in einem oktogonalen Raum mit Rippenkuppel und achteckigen Fenstern eine Taufkapelle eingerichtet. Das Dach der Kapelle ist eine Aussichtsterrasse und über den kleinen Rittersaal erreichbar.
In den Obergeschossen von Rhein- und rückwärtigem Taltrakt waren die privaten Räume von König und Königin untergebracht. Beide Bereiche für das Königspaar trafen sich im gemeinsamen Schlafzimmer über der Arkadenhalle. Im Erdgeschoss des Rheinflügels waren die Repräsentationsräume und im Erdgeschoss des Talflügels Küche, Verwalterwohnung und Lager untergebracht.
Auf dem Areal des Schlosses Stolzenfels wurden nach Plänen von Peter Joseph Lenné, Maximilian Friedrich Weyhe und Wilhelm August Weyhe verschiedene Gärten angelegt. Im Norden liegt zwischen Arkadenhalle und Adjutantenturm der Pergolagarten. Zentrales Element ist ein Blumenbeet in Form einer gotischen Fensterrose, das von einer hölzernen Pergola mit stichbogigen Arkaden eingerahmt wird. Im Zentrum des Beets steht ein gusseiserner Brunnen mit kelchförmiger Brunnenschale, die in einem achteckigen Becken steht. Der Adjutantenturm öffnet sich als Belvedere zum Rhein und als Teehalle zum Pergolagarten. Auf der Rheinterrasse vor der Sommerhalle steht ein zentraler Brunnen mit einer Adlersäule, die von Christian Daniel Rauch entworfen wurde, und ist von Rasen- und Blumenrabatten eingefasst. Südlich der Kapelle schließt sich ein Zwingergarten an. Weiter im Südosten eine Ebene tiefer Richtung Elisabethturm im Halsgraben liegt der Hirschzwinger mit einem Weinberg und einer Gartenlaube. Im Norden und Westen der Ringmauer schließt sich ein Umschlussgarten mit einem Weg, Ruheplätzen sowie Blumen- und Buschbepflanzung an.

### Klause

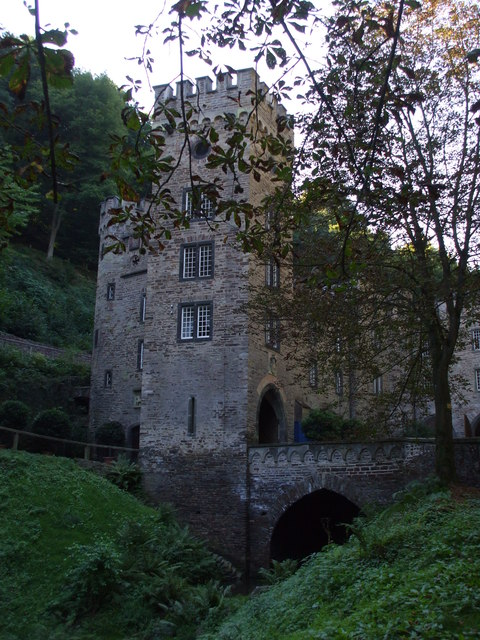
Die Klause im Gründgesbachtal

Am Aufstiegsweg hoch zum Schloss Stolzenfels liegt im Tal des Gründgesbach die Klause (50° 18′ 7,1″ N, 7° 35′ 25,2″ O), auch Klausenburg genannt. Sie wurde anstelle eines schon bestehenden kleineren Gebäudes errichtet und nahm die Diener- und Gästewohnungen sowie die Pferdeställe und Remisen auf. Der Gebäudekomplex entstand in zwei Bauphasen, zunächst das Vordere Klausengebäude 1842/43 nach Plänen von Naumann, das 1845 nach Plänen von Schnitzler aufgestockt wurde. Gleichzeitig wurde das Hintere Klausengebäude errichtet.
Die Klause ist eine malerische Baugruppe aus Schieferbruchstein mit unterschiedlich hohen Gebäudeteilen. Sie steht in einer Kehre des Weges zum Schloss, der über eine Brücke den Bach überquert und dann durch das Erdgeschoss des fünfeckigen fünfgeschossigen Ostturms führt. Hinter dem Turm schließt sich leicht verschwenkt ein Gebäudekomplex an, der mit Giebeln und Treppentürmen ausgestattet ist und im Erdgeschoss die Pferdeställe aufnahm. Der Westteil ist ein Querbau mit einer zweischiffigen rippengewölbten Durchfahrt zum Hof des hinteren Klausengebäudes. Dieses leicht geknickte zweigeschossige Gebäude ist schmal gestreckt und mit einem sechseckigen Treppenturm auf der inneren Knickseite ausgestattet. Im Erdgeschoss befinden sich acht Pferdeboxen mit Trennwänden und Raufen. Im Obergeschoss befindet sich ein durchgehender Saal. Wie beim Schloss sind auch alle Gebäude der Klause mit einem umlaufenden Zinnenkranz versehen. Am Westrand des Hofs steht ein Wandbrunnen aus rotem Sandstein.

### Landschaftspark

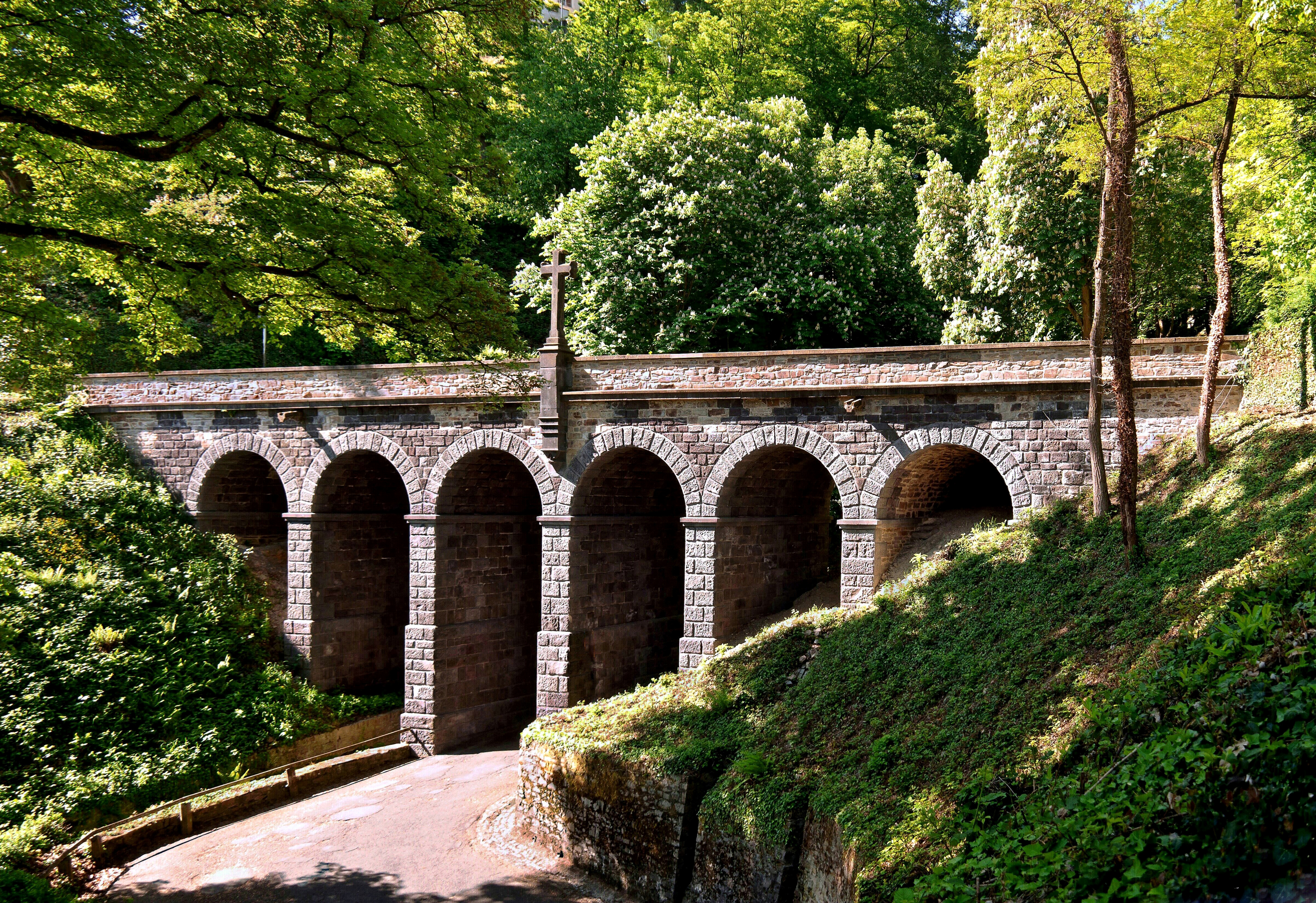
Viadukt

Das Schloss Stolzenfels ist von einem 9 Hektar großen Landschaftspark umgeben, der den Schlossberg, das Gründgesbachtal und den Dreisäckerberg umfasst. Ursprünglich war er nach Süden sogar noch größer. Angelegt wurde er gleichzeitig mit dem Bau des Schlosses nach Plänen von Peter Joseph Lenné als Landschafts- und Jagdpark. Er gilt als eines seiner Hauptwerke.
Der Landschaftspark folgt dem als Allee bepflanzten Aufstiegsweg entlang des Gründgesbach, der zu kleinen Fischteichen aufgestaut ist und dessen Hänge bewaldet sind. Am Ende überwindet der Bach als Wasserfall eine künstlich geschaffene Felswand. Am unteren Ende des Weges wird der Hauptweg über einen monumentalen Viadukt, geschaffen von Friedrich August Stüler, geführt. Vom Hauptweg aus hat man einen Blick auf das Schloss, den Rhein und die gegenüberliegende Lahnmündung. Entlang der Wege waren viele römische und mittelalterliche Architekturspolien aufgestellt. Bis heute dienen Gesimsstücke eines abgetragenen Schlosses als Ruhebänke.
Am Ende des verschlungenen Weges erreicht man einen Sitzplatz, mit einer achteckigen, um einen Baum gezimmerten Bank. Unterhalb des Adjutantenturm befindet sich eine Lavagrotte. Auf dem Dreisäckerberg befindet sich der ovale Reitplatz, der für mittelalterliche Reiterspiele gedacht war. Er wird nach Westen durch in den Hang gegrabene Sitzreihen und gegenüber zum Tal durch eine Reihe von Kopflinden begrenzt.
Park und Gärten von Schloss Stolzenfels gehören heute zur Route der Welterbe-Gärten im UNESCO-Welterbe Oberes Mittelrheintal.

## Tourismus
Schon kurz nach Fertigstellung stand das Schloss bei Abwesenheit des Königs Besuchern zur Besichtigung offen. Auch heute lassen sich Torgebäude, gotischer Wohnturm, Palas mit gewölbtem Rittersaal, Pergolagarten und Bergfried besichtigen. Im Rittersaal befinden sich Sammlungen von historischen Waffen und Trinkgefäßen. Die Besucher werden in Filzpantoffeln durch die Wohnräume geführt. Im mittelalterlichen Wohnturm befindet sich ein Saal mit Wandmalereien des Berliner Malers Hermann Stilke. Sie zählen heute zu den bedeutendsten Werken der rheinischen Hochromantik. Neben südlichen Einflüssen (z. B. Springbrunnen im Pergolagarten) begegnet der Besucher einer bunten Inneneinrichtung, die durch die Sammelleidenschaft Friedrich Wilhelms IV. zustande kam.

## Regelmäßige Veranstaltungen
- Rhein in Flammen - Großfeuerwerke und Schiffskonvoi am 2. Samstag im August entlang Spay, Braubach mit der Marksburg, Brey, Rhens, Koblenz-Stolzenfels mit Schloss Stolzenfels, Lahnstein mit der Burg Lahneck und der Mündung der Lahn zum Höhenfeuerwerk von der Festung Ehrenbreitstein in Koblenz.
- Schauspielvorführung „Die Muse von Stolzenfels“, eine szenische Führung durch das Schloss und seine Geschichte.

## Denkmalschutz
Das Schloss Stolzenfels ist ein geschütztes Kulturdenkmal nach dem Denkmalschutzgesetz (DSchG) und in der Denkmalliste des Landes Rheinland-Pfalz eingetragen. Es liegt in Koblenz-Stolzenfels in der Denkmalzone Schloss Stolzenfels.
Seit 2002 ist das Schloss Stolzenfels Teil des UNESCO-Welterbes Oberes Mittelrheintal. Des Weiteren ist es ein geschütztes Kulturgut nach der Haager Konvention und mit dem blau-weißen Schutzzeichen gekennzeichnet.

## Rezeption
Die neugegründete Bremer Reederei Deutsche Dampfschifffahrts-Gesellschaft „Hansa“ taufte 1882 ihr erstes Frachtschiff zu Ehren des Schlosses auf den Namen Stolzenfels. In den Folgejahren erhielten noch drei weitere Schiffe der Reederei den gleichen Namen. Heute fährt das Fahrgastschiff Stolzenfels der Köln-Düsseldorfer Deutsche Rheinschiffahrt auf dem Rhein. Außerdem verkehrt auf der Linken Rheinstrecke ein Intercity mit dem Zugnamen Stolzenfels.